# Radicalisation des jeunes musulmans au Québec
 (mars 2025).
La radicalisation des jeunes musulmans au Québec est devenu un enjeu majeur. Les agents de radicalisation sont partout, tant dans le monde virtuel et réel. Ces agents de radicalisation ont une capacité à manipuler les jeunes et les approches avec un discours très convaincant dans le but de les convaincre d’envisager des actions violentes en soutien avec une idéologie. Selon la charte des droits et libertés de la personne du Québec stipule que : « le mot radicalisation peut renvoyer à un ensemble de gestes qualifiés d’« extrêmes » ou qui découlent d’une interprétation plus littérale des principes d’un système, qu’il soit politique, religieux, culturel ou économique » . La radicalisation des jeunes musulmans au Québec peut prendre différentes formes. Elle peut aller du soutien actif à la violence jusqu’à la volonté du sacrifice de soi afin de défendre la communauté musulmane.

## Portrait de la situation au Québec
L’équipe de prise en charge et de réinsertion sociale (PCRS) a rapporté que sur 196 signalements liés à la radicalisation et actes haineux, 63 cas étaient de nature religieuse . À la suite des différents évènements en lien avec la radicalisation survenus sur la province de Québec, le gouvernement décide de mettre en place des nouvelles structures. Ayant la protection de la population québécoise ainsi que l’ensemble du territoire à cœur, le gouvernent veut établir de nouvelles mesures pour venir renforcer la sécurité des Québécois et Québécoises. Le 10 juin 2015, le gouvernement du Québec, a dévoilé le Plan d’action gouvernemental 2015-2018 qui s’intitule : la radicalisation au Québec : agir, prévenir, détecter et vivre ensemble . Ce plan d’action présente 61 mesures réparties sur quatre axes : agir, prévenir, détecter et vivre ensemble. Par exemple on y retrouve comme mesure de : « Sanctionner civilement la tenue et la diffusion publiques de propos haineux, ou incitant à la violence, fondés sur un motif de discrimination prévu à la Charte des droits et libertés de la personne du Québec » ou encore de « renforcer le suivi et la coordination des différentes mesures de lutte contre la radicalisation au sein des corps de police et d’autres organisations québécoises en sécurité publique ».

### Extrémisme islamiste au Québec
Du milieu des années 90 au début des années 2000, un certain nombre de résidents du Québec étaient liés au terrorisme islamiste international et certains ont essayé de quitter la province dans le but de rejoindre des organisations terroristes à l’étranger. Parmi ces individus, on compte dans la majorité des cas des jeunes nés de parents ayant immigré au Québec. Notamment cette situation a été observée chez plusieurs jeunes fréquentant le Collège de Maisonneuve qui avaient décidé de quitter le Québec en 2015 pour se rendre en Syrie. Entre autres, plusieurs Occidentaux qui se convertissent à l’islam commettent des actes de nature violente à la suite d'une radicalisation qui se fait de manière drastique et rapide .

## Les facteurs de radicalisation

### Âge
Depuis quelques années, les chercheurs se sont intéressés par le type d’individus qui serait le plus probable d’être radicalisé au Québec. Selon une étude faite par SHERPA, Institut universitaire au regard des communautés culturelles du CIUSSS Centre-Ouest-de-l’Île-de-Montréal, les données démontrent que dans le cas des hommes le pic de soutien à la radicalisation violente se fait vers 21 ans et celle des filles vers l'âge de 16 ans. Ce sont les jeunes qui font partie des récentes vagues de radicalisation . C'est ainsi que ce sont les hommes et les jeunes de moins de 25 ans qui sont le plus touchés par la radicalisation. En soi, cet enjeu est principalement associé à l’adolescence et au début de l’âge adulte . Cet enjeu survient en plein dans la période de questionnement que peuvent parfois passer nos jeunes québécois et québécoise et peut avoir un impact considérable sur eux.

### Sexe
En grande partie ce sont les hommes qui sont le plus concernés par les cas de radicalisation au Québec. Certaines formes de souffrance sociale pourraient expliquer cela telles que la discrimination, les expériences violentes du passé ou encore une dépression vécue par les hommes augmenteraient plus le soutien à la radicalisation violente. Cependant plusieurs rapports évaluent que le pourcentage des femmes a augmenté entre 10 et 15 % parmi celles qui sont parties rejoindre l’État islamique en Syrie ou en Irak . Notamment, le Centre de prévention de la radicalisation menant à la violence ( CPRMV) et le centre du statut de la femme, estime que ces jeunes Québécoises font face à une panoplie de questionnements identitaires . Parmi ces questionnements, on retrouve que les modèles féminins proposés par la société québécoise ne peuvent pas coexister avec l’identification religieuse souhaitée par ces femmes. Ce qui engendre par la même occasion un dilemme identitaire additionnel . Le nombre de femmes ayant rejoint la Syrie est minime soit de 3 à 7 provenant du Québec. Cependant le nombre de femmes ayant formulé le désir de partir vers la Syrie ou tout simplement de planifier ce voyage est beaucoup plus important selon les entretiens recueillis par le CPRMV . En raison de la situation clandestine de ce phénomène, obtenir des données exactes et précises devient difficiles.

## Agent de radicalisation

Les pays attaqués par l'État Islamique, dont le Québec

L’agent de radicalisation joue un rôle important dans ce processus et devient un facteur social important ayant un impact considérable sur l’individu. La présence d’une personne ayant le rôle de leader détient un poste essentiel dans l’accélération des processus de radicalisation. N'ayant pas nécessairement l’intention directe d’inciter une personne à commettre des actes d’agressivité ou de violences, ces leaders peuvent grâce à un discours percutant, favoriser chez l’individu un sentiment de persécution et le rejet des valeurs communes de la société . 
Les organisations terroristes ou les groupes radicaux utilisent internet pour diffuser leurs messages et entrer en contact ou recruter notamment les jeunes Québécois. En 2014-2015, l’organisation utilisait avec une grande facilité et efficacité les médias sociaux en mettant en ligne une panoplie de publications et de vidéos dans le seul but d’attirer de nouvelles recrues, au même moment qu’un nombre considérable de personnes rejoignaient l’État Islamique (EI) chaque mois en Syrie et en Irak .
Entre autres, les imams ou les mosquées ne constituent pas un facteur déterminant dans le processus de radicalisation vers les actes de violence . Elle s’effectue en dehors des mosquées soit auprès d’amis, d’internet ou d’un agent de radicalisation. Dans une minorité de cas, le lieu de culte pour les musulmans peut constituer un point de contact pour les individus radicalisés ou encore pour recruter d’autres personnes. Cependant, les mosquées font l’objet d’une surveillance policière, pour éviter une telle situation. Certes, les imams québécois ne sont pas directement liés dans le processus de radicalisation de ces individus mais leurs implications dans la prévention et de production d’un contre-discours est importante. Pour ce faire, l'importance de s’assurer de faire les prêches en français et en anglais, afin que les jeunes Québécois aient accès aux services religieux dans leur langue . Également d’investir internet pour démentir les faux propos y circulant et développer des outils adaptés aux besoins des jeunes qui ont des questions sur l’islam afin qu’ils obtiennent des réponses justes . 

## Facteur de processus de radicalisation

### La société
Plusieurs circonstances se déroulant dans la société peuvent contribuer  à favoriser un sentiment de stigmatisation, de discrimination ou encore de frustration chez un individu. Des situations se déroulant sur la sphère sociopolitique et socioaffective simultanément peuvent amener à une remise en question par la personne et de son rôle au sein de la société . Cependant les individus confrontés à l’islamophobie par exemple sont plus réceptifs aux messages radicaux.

### L'environnement social
Lorsqu’un individu vit une situation d’injustice, un malaise identitaire ou encore une marginalisation, il cherche parfois à trouver des moyens pour régler la situation. Pour ce faire, certains individus peuvent adopter une vision du monde ou une orientation radicalisante pour tenter de régler la problématique, selon ces facteurs de protection venant de son environnement et qui lui sont propres . Dans ce cas de figure, il est essentiel de préciser qu’un déséquilibre de ces facteurs de protection au profit des facteurs de vulnérabilité peut conduire chez certaines personnes d’envisager adhérer à une vision du monde idéologisée. C’est ainsi que le discours se fait sans nuance et sans état intermédiaire.

### Les motivations et les dimensions individuelles
Pour certains les processus de radicalisation n’étaient pas de nature violente, mais résultaient de l’objectif et du désir d’aider les femmes et les enfants victimes du conflit syrien, ce qui avait une dimension beaucoup plus militante . On y retrouve également une motivation de défendre d’autres personnes issues de la religion musulmane contre ceux qui leur veulent du mal. On retrouve donc une variation quant aux motivations. Les femmes expriment davantage le côté humain et de désir de venir en aide aux victimes de la guerre tandis que les garçons expriment davantage le côté de la guerre et le désir de combattre quiconque qui attaquerait l’islam et les musulmans . Également, pour la grande majorité de ces jeunes Québécois, l’identité islamique intégrale devient primordiale pour eux et fondamentale, et devient leur principale source de motivation. C’est ainsi que l’islam intégral devient un point de discordance croissant avec le monde extérieur, qu’il s’agisse des amis, de la famille ou encore du milieu académique. C’est ce qui envahit toutes les sphères de la vie de la personne. Rien au monde n'est assez conquérant ou assez islamique pour ces individus . C’est ainsi que tout ce qui se présente est perçu comme une attaque. 

## Cégep de Maisonneuve

Logo du Collège de Maisonneuve

En janvier 2015, un groupe de sept jeunes étudiant du Collège de Maisonneuve a quitté le Québec pour se rendre en Syrie. Également deux étudiants du cégep ont été arrêtés et accusés d’avoir voulu rejoindre un groupe terroriste et de planifier un attentat à Montréal  . Dans le cas de ces jeunes, l’effet de groupe semble avoir eu une influence considérable. L’implication dans l’extrémisme islamiste est un phénomène de groupe, dont la radicalisation se fait de manière progressive. Le groupe s’est refermé sur lui-même de telle sorte que les liens entre les individus sont devenus un vecteur de radicalisation de plus en plus important .

## Rejoindre l'État Islamique/Daesh en Syrie

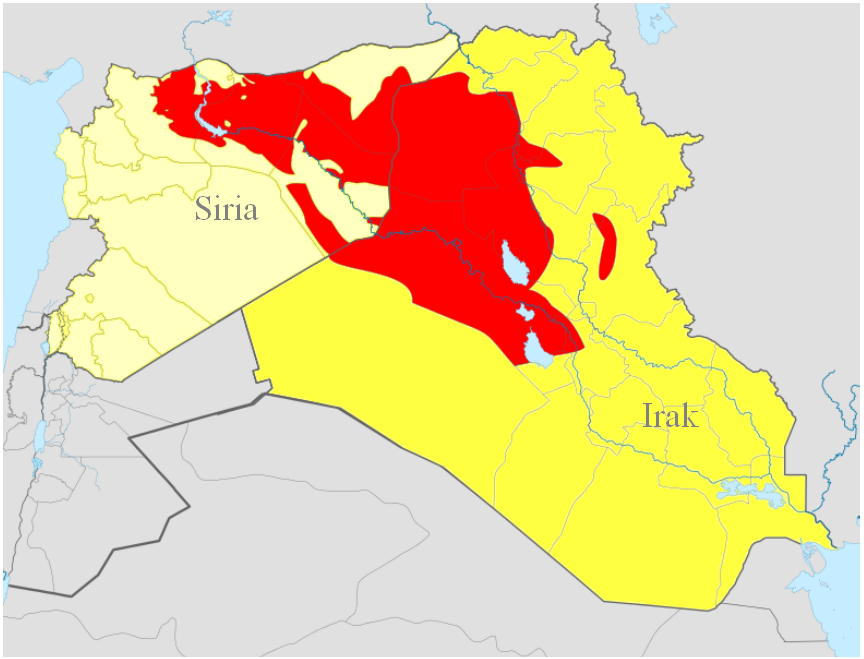
Territoire contrôlé par l'État Islamique (EI)

Connu sous le nom d’État islamique ou Daesh, ce groupe opère en grande partie dans l’ouest de l’Irak et l’est de la Syrie, cette organisation a un impact considérable sur sa stratégie communicationnelle. Daesh diffuse sur l’internet son idéologie et détourne la question du terrorisme, afin de recruter le plus possible des personnes pour les rejoindre . C’est ainsi que certains jeunes sont convaincus que le seul endroit où ils seront en mesure de vivre cet islam intégral  auquel ils sont affiliés est celui du califat islamique proclamé par l’État islamique (EI). C’est cette motivation qui devient centrale et prend forme telle une mise en cohérence identitaire  qu’on retrouve principalement chez certains jeunes du Collège de Maisonneuve . On comprend que c’est d’une part l’envie de vivre leur identité musulmane pleinement en Syrie, car au Québec ils sont convaincus qu’ils ne peuvent pas la vivre pleinement dans le contexte québécois.

### Départ vers la Syrie
Selon le rapport d’analyse du Centre de prévention de la radicalisation menant à la violence, la plupart des parents ne s’imaginaient pas que leurs jeunes préparaient leur départ vers la Syrie. La souffrance et le sentiment de culpabilité ressentis par les parents sont immenses. Selon les nombreuses entrevues réalisées, les jeunes partis en Syrie se faisaient guider par un agent de radicalisation ou encore avaient un contact direct avec un groupe de terroristes international . Afin de quitter Montréal en ne soulevant aucun soupçon de leurs proches ou encore des autorités, ils ont dû utiliser différents moyens. Parmi ces moyens on retrouve que les billets d’avion ont été pris la veille du départ, l’invention de prétexte pour quitter le domicile, l’utilisation de deux comptes Facebook ou encore les bagages faits à la dernière minute . En ce qui concerne le financement, ce qui est le plus commun parmi les jeunes pour payer leur voyage vers la Syrie est l'utilisation de la carte de crédit, puis l’utilisation de l’avance de fonds pour avoir de l’argent comptant.  

### Le retour des jeunes Québécois partis en Syrie
Le retour des jeunes constitue un enjeu particulier en ce qui concerne la sécurité publique. Le rapport public de 2017 du Service partagé Canada (SPC) stipule l’incertitude que ces individus reviennent sur la province en n’ayant pas l’intention de commettre un acte de violence au nom de l’État islamique. Également, il y a l’incertitude qu’ils reviennent sans l’intention de mener des activités de recrutement ou encore de propagande au profit d’une organisation terroriste . Le gouvernement doit analyser de manière précise chaque retour de ces individus, car ils peuvent de ne pas représenter un danger pour la société, mais plutôt avoir un besoin d’un soutien par un professionnel à la suite de traumatismes. Également, les jeunes femmes québécoises qui se sont rendues en Syrie et qui désirent revenir font face à un questionnement de prise en charge par l’État. Plusieurs d’entre elles pourraient avoir eu des enfants à l’étranger ce qui représenterait un enjeu important . Les parents de ces jeunes aimeraient que leurs enfants ne soient pas tout de suite perçue comme une menace et que la prison ne soit pas vue comme étant la seule solution. Leur désir primordial est que leurs enfants reviennent au Québec sains et saufs .
Cependant la justice au Québec est claire, le gouvernement déclare que si le jeune a fait un choix délibéré pour aller combattre en Syrie et décide de revenir, il paraît normal qu’il doit assumer leurs actes et leurs choix . Il faut savoir que toute condamnation n’a de nécessité que si elle est accompagnée de mesures de réinsertion sociale et de resocialisation. D’ailleurs, notre système de justice reconnaît depuis plusieurs années l’intérêt de travailler sur la réinsertion sociale des personnes qui commettent des méfaits ou qui contreviennent à un règlement au sein de la société .